# Hugo von Pohl

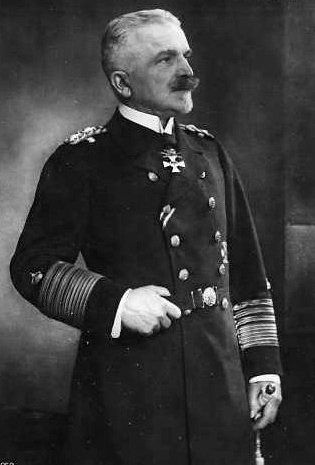
Hugo von Pohl

Hugo Pohl, seit 1913 von Pohl (* 25. August 1855 in Breslau; † 23. Februar 1916 in Berlin) war ein deutscher Marineoffizier, zuletzt im Rang eines Vizeadmirals. Von 1913 bis 1915 leitete er den Admiralstab der Kaiserlichen Marine, nachfolgend war er Chef der deutschen Hochseeflotte im Ersten Weltkrieg.

## Leben
Pohl trat am 18. April 1872 als Kadett in die Kaiserliche Marine ein. Nach seiner Grundausbildung an Land und auf der Brigg Rover absolvierte er die Marineschule.
Ab 1892 war er mit Unterbrechungen von 1892 bis 1895 und 1899 bis 1901 Chef der Zentralabteilung im Reichsmarineamt. Von Juli 1899 bis Februar 1901 war er Kommandant der Hansa und wurde in dieser Position zum Kapitän zur See befördert.
Ab Oktober 1903 war er für ein Jahr Kommandant der Kaiser Wilhelm der Große. Mit der Indienststellung Ende November 1904 übernahm er die Elsass und blieb in dieser Kommandierung bis Ende September 1905. Von Ende September 1906 bis Oktober 1907 war er Befehlshaber der Aufklärungsschiffe der Hochseeflotte.
Im Rang eines Vizeadmirals war er von 1910 bis 1912 Chef des I. Marine-Geschwaders, ab 1. April 1913 Chef des Admiralstabes.
Schon zu Beginn des Ersten Weltkriegs forderte Pohl Angriffe der deutschen U-Boote gegen ausländische Handelsschiffe. Noch einmal am 9. Januar 1915 forderte er die Verschärfung des Seekriegs und den Einsatz von Unterseebooten beim Kampf gegen Handelsschiffe. Nach dem Gefecht auf der Doggerbank (24. Januar 1915) wurde Pohl am 2. Februar 1915 als Nachfolger von Admiral Friedrich von Ingenohl (1857–1933) Chef der deutschen Hochseeflotte.
Am 4. Februar 1915 unterzeichnete er den Befehl zum uneingeschränkten U-Boot-Krieg, wonach alle ausländischen Schiffe innerhalb der Sperrzone um Großbritannien und Irland ohne Vorwarnung versenkt werden durften. Dieser Befehl trat am 18. Februar 1915 in Kraft. Allerdings war nur eine recht kleine Flotte von 23 U-Booten einsatzbereit.
Schon bald erkrankte Pohl schwer, so dass ihm bereits am 23. Januar 1916 Vizeadmiral Reinhard Scheer (1863–1928) als Flottenchef im Amt folgte. Er wurde am 24. Januar 1916 zur Disposition und gleichzeitig à la suite des Seeoffizierskorps gestellt. Knapp einen Monat später verstarb Pohl im Alter von sechzig Jahren.

## Ehrungen
Nach ihm wurde ein Hilfsminensucher „Admiral von Pohl“ (246 BRT) benannt, der von der Bremerhavener Rickmers-Werft als Baunummer 182 am 14. Mai 1918 abgeliefert wurde. Am 16. Juni 1913 wurde Pohl anlässlich des 25-jährigen Regierungsjubiläums von Kaiser Wilhelm II. in den erblichen preußischen Adelsstand erhoben.

## Orden und Ehrenzeichen
- Roter Adlerorden I. Klasse mit Eichenlaub und Schwertern am Ringe[3]
- Kronenorden I. Klasse mit Schwertern am Ringe[3]
- Preußisches Dienstauszeichnungskreuz[3]
- Komtur II. Klasse des Hessischen Philipps-Ordens[3]
- Großkreuz des Greifenordens[3]
- Großkreuz des Hausordens vom Weißen Falken[3]
- Kommandeur II. Klasse des Dannebrogordens[3]
- Offizier der Französischen Ehrenlegion[3]
- Companion (Militär) des Bathordens[3]
- Kommandeur des Ordens des Heiligen Schatzes[3]
- Kommandeur des Sankt-Olav-Ordens[3]
- Großkreuz des ö.-k. Leopold-Ordens[3]
- Orden der Eisernen Krone II. Klasse mit der Kriegsdekoration[3]
- Kommandeur des Ritterordens von Avis[3]
- Kommandeur I. Klasse des Schwertordens[3]
- Eisernes Kreuz (1914) II. und I. Klasse